# Sruk
Sruk je priimek več znanih Slovencev:
- Vladimir Sruk (*1934), filozof